# María Bernabéu
María Bernabéu Avomo (ur. 15 lutego 1988 roku w Salamance) – hiszpańska judoka, uczestniczka igrzysk olimpijskich w Rio de Janeiro i Tokio. 

## Igrzyska olimpijskie
Wzięła udział w zawodach w judo do 70 kg na igrzyskach w 2016 roku. W 1/8 pokonała Polkę Katarzynę Kłys, a w ćwierćfinale została pokonana przez Kolumbijkę Yuri Alvear. Dostała się do repasaży, gdzie pokonała reprezentantkę Izraela Lindę Bonder, a następnie przegrała z Niemką Laurą Koch. Zajęła 5. miejsce w końcowej klasyfikacji.